# Judith G. Garber

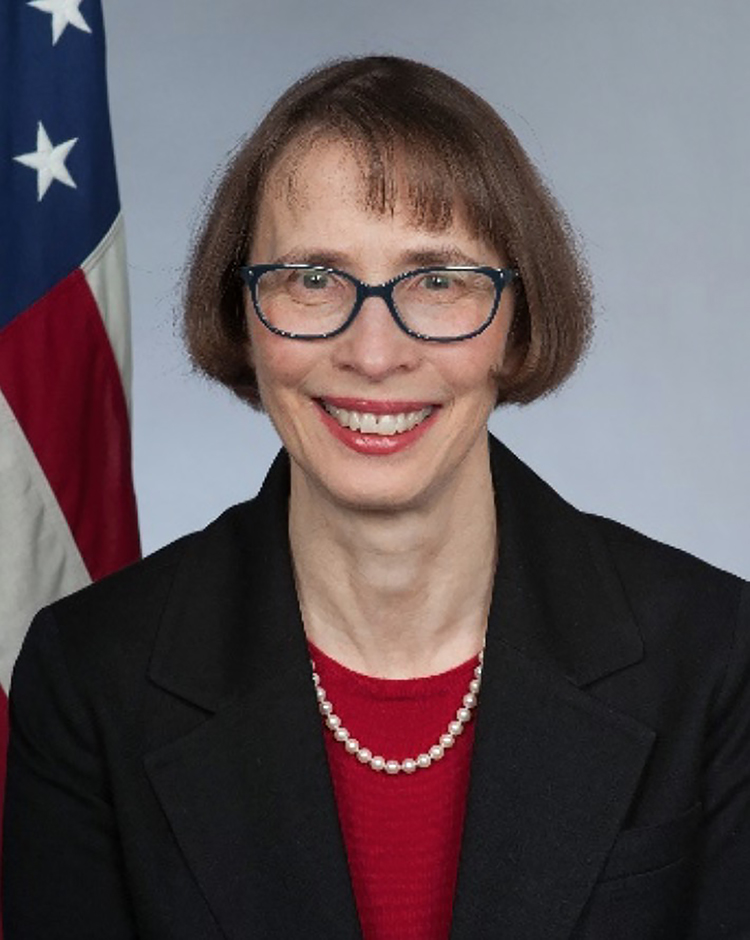
Judith G. Garber (2014)

Judith Gail Garber (* 27. September 1961; † 4. Mai 2024) war eine US-amerikanische Diplomatin. Sie amtierte von 2009 bis 2012 als Botschafterin in Lettland und von 2019 bis 2022 als Botschafterin in Zypern.

## Leben
Garber erhielt 1983 nach einem vierjährigen Studium einen Bachelor of Science in Foreign Service von der Georgetown University und trat dem United States Foreign Service 1984 bei, nachdem sie für den Board of Governors der Federal Reserve gearbeitet hatte. Für den Außendienst arbeitete sie zunächst zwei Jahre lang im Konsulat in Sevilla, danach vier Jahre lang in Washington, D. C. Die nächsten Jahre arbeitete sie in den US-Botschaften in Israel (1991–1995), Mexiko (1995–1997), Tschechien (1998–2001) und Spanien (2001–2004). Anschließend leitete sie von 2004 bis 2006 das Office of Development Finance im Bureau of Economic and Business Affairs und 2006 bis 2007 das Office of North Central Europe. Schließlich war sie bis 2009 stellvertretende Leiterin des Bureau of European and Eurasian Affairs. Danach ernannte sie US-Präsident Barack Obama zur Botschafterin in Lettland. Von 2012 bis 2019 war sie die Principal Deputy Assistant Secretary im Bureau of Oceans and International Environmental and Scientific Affairs, welches sie ab 2014 kommissarisch leitete. 2019 ernannte sie Obamas Nachfolger Donald Trump zur Botschafterin in Zypern. Ende 2022 ging sie in den Ruhestand. Sie starb am 4. Mai 2024 im Alter von 62 Jahren.
Verheiratet war Garber mit dem US-amerikanischen Diplomaten Paul Wisgerhof.